# Ilse DeLange
Ilse Annoeska de Lange, nota come Ilse DeLange (Almelo, 13 maggio 1977), è una cantante olandese.

## Biografia
Si avvia al mondo musicale a soli otto anni, ma inizia ufficialmente a cantare nei primi anni '90, partecipando ad alcuni concorsi. Nel 1998 inizia a registrare a Nashville, città statunitense patria della musica country. L'album World of Hurt ottiene un enorme successo in Olanda. Nel 2000 pubblica un altro disco che ha un successo inferiore al precedente, ma che raggiunge comunque i primi posti della classifica olandese.
Dopo un periodo intenso dal punto di vista dell'attività live e delle ospitate televisive e radiofoniche, si concede una tregua fino al 2003, anno in cui ritorna sulle scene con il compagno, il batterista Bart Vergoossen. Con lui ha registrato sempre negli Stati Uniti l'album Clean Up.
Il suo quarto album in studio è The Great Escape (giugno 2006). Sempre nel 2006 avvia il suo sodale con la Universal Music Group. Dal 1998 al 2003 era legata alla Warner Music Group.
Nel 2007 collabora con il collega italiano Zucchero Fornaciari, duettando nel brano Blu, contenuto nella versione tedesca della raccolta All the best del bluesman reggiano.
Incredible (2008) viene certificato cinque volte disco di platino in Olanda (come l'album d'esordio).
Nel 2010 esce Next to Me, mentre nel 2012 è la volta di Eye of the Hurricane.
Ben sei dei suoi primi sette album in studio hanno raggiunto il primo posto della classifica MegaCharts.
Nel 2013 con il collega e connazionale Waylon dà vita al gruppo The Common Linnets, che rappresenta l'Olanda all'Eurovision Song Contest 2014.

## Discografia[2]
Album studio
- 1998 - World of Hurt (#1)
- 2000 - Livin' on Love (#5)
- 2003 - Clean Up (#1)
- 2006 - The Great Escape (#1)
- 2008 - Incredible (#1)
- 2010 - Next to Me (#1)
- 2012 - Eye of the Hurricane (#1)

Album live
- 1999 - Dear John (#3)
- 2007 - Live (#4)
- 2009 - Live in Ahoy (#1)
- 2011 - Live in Gelredome (#1)

Raccolte
- 2003 - Here I Am (#5)

## Premi
Ha vinto numerosi premi in Olanda e Belgio, tra cui 5 Edison Awards e 2 TMF Awards.